# Beenshallig

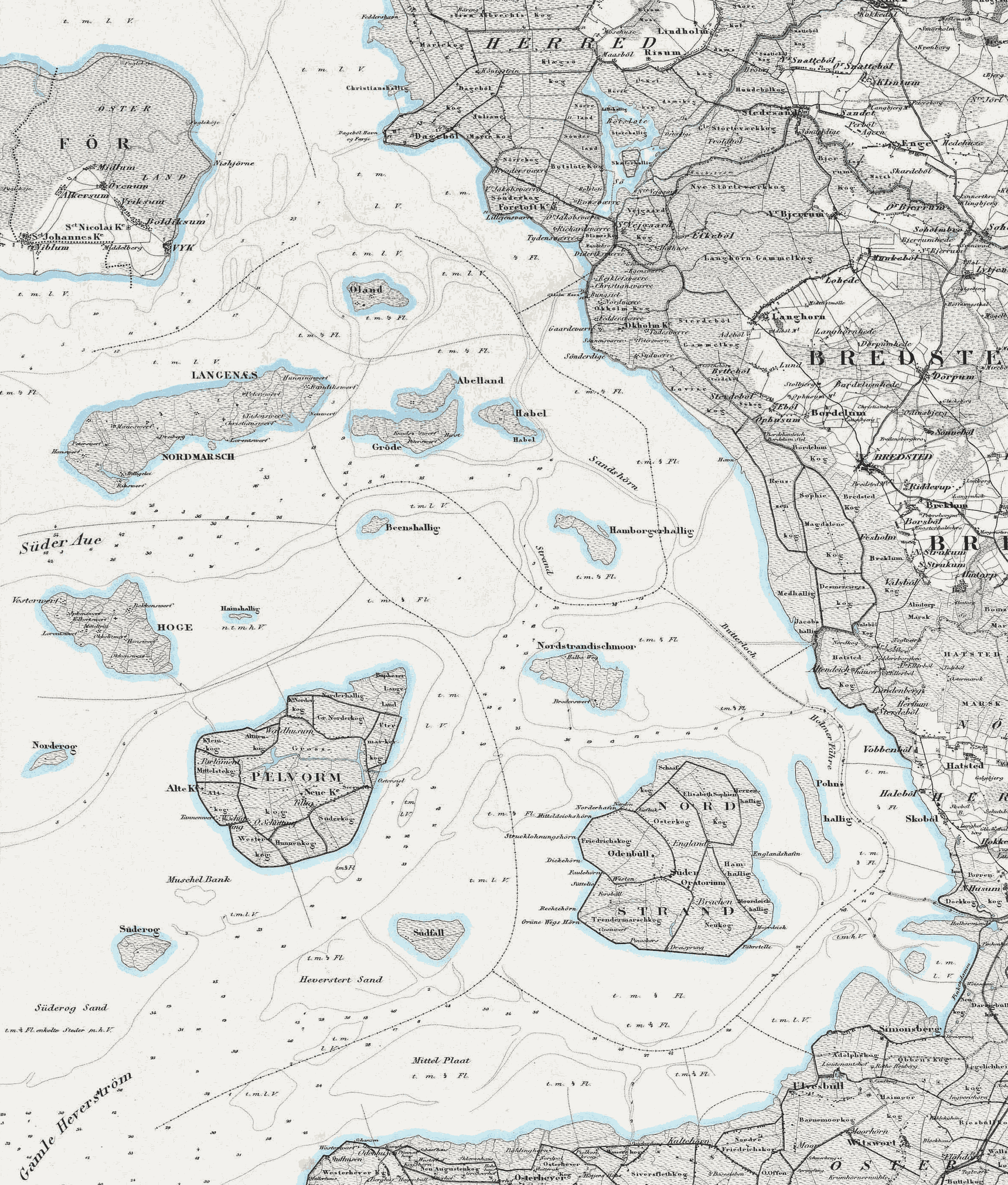
Dänische Generalstabskarte von 1858. Die Beenshallig ist etwa in der Mitte des Dreiecks Hooge – Gröde – Hamburger Hallig zu erkennen.

Die Beenshallig (auch Behnshallig und Behnsens Hallig) war eine kleine Hallig, die sich etwa auf halbem Wege zwischen Hooge und Habel befand und im späten 19. Jahrhundert in der Nordsee unterging. Sie gilt als letzte versunkene Hallig in diesem Gebiet des deutschen Wattenmeers; erst um die Jahrtausendwende verschwand die dänische Hallig Jordsand.

## Geschichte
Infolge der Burchardiflut wurde die Insel Strand zu großen Teilen überspült bzw. in mehrere Teile gerissen. Die Beenshallig stellte einen kleinen Rest aus dem ehemaligen Norden von Strand dar. Aufgrund eines überlieferten Kaufvertrags ist anzunehmen, dass die Hallig vor 1770 noch bewohnt war. Im 19. Jahrhundert wird die Insel in verschiedenen Quellen als unbewohnt bezeichnet, allerdings scheint sie zumindest bis etwa 1830 jährlich vermietet worden zu sein. Christian Johansen berichtet in seinem Halligenbuch von 1866, dass die Insel in den Sommermonaten als Brutstätte für Vögel diente, insbesondere für Möwen- und Seeschwalbenarten.
Im Laufe des 19. Jahrhunderts nahm die Inselfläche stetig ab, unter anderem durch Sturmfluten wie die Februarflut 1825. Für 1854 ist eine Fläche von 51 Steuertonnen (umgerechnet 27,9 Hektar) überliefert, im Jahre 1875 wurden nur noch 86 Ar und 46 Quadratmeter gemessen.  Der Zeitpunkt ihres Verschwindens ist nicht gesichert, wird aber auf die Jahre kurz vor oder nach 1890 geschätzt. Eine Quelle von 1897 vermeldet, die Hallig sei vollständig versunken, rage nur noch bei Ebbe als schlickige Bank auf und sei „noch vor einem Jahrzehnt“ ein Inselchen von 25 Ar gewesen.